# Englische Sprache
Die englische Sprache (Eigenbezeichnung: Englishⓘ [ˈɪŋɡlɪʃ]) ist eine ursprünglich in England beheimatete germanische Sprache, die zum westgermanischen Zweig gehört. Sie entwickelte sich ab dem frühen Mittelalter durch Einwanderung nordseegermanischer Völker nach Britannien, darunter der Angeln – von denen sich das Wort Englisch herleitet – sowie der Sachsen. Die Frühformen der Sprache werden daher auch manchmal Angelsächsisch genannt.
Die am nächsten verwandten lebenden Sprachen sind die friesischen Sprachen und das Niederdeutsche auf dem Festland. Im Verlauf seiner Geschichte hat das Englische allerdings starke Sonderentwicklungen ausgebildet: Im Satzbau wechselte das Englische im Gegensatz zu allen westgermanischen Verwandten auf dem Kontinent in ein Subjekt-Verb-Objekt-Schema über und verlor die Verbzweiteigenschaft. Die Bildung von Wortformen (Flexion) bei Substantiven, Artikeln, Verben und Adjektiven wurde stark abgebaut. Im Wortschatz wurde das Englische in einer frühen Phase zunächst vom Sprachkontakt mit nordgermanischen Sprachen beeinflusst, der sich durch die zeitweilige Besetzung durch Dänen und Norweger im 9. Jahrhundert ergab. Später ergab sich nochmals eine starke Prägung durch den Kontakt mit dem Französischen aufgrund der normannischen Eroberung Englands 1066. Aufgrund der vielfältigen Einflüsse aus westgermanischen und nordgermanischen Sprachen, dem Französischen sowie den klassischen Sprachen besitzt das heutige Englisch einen außergewöhnlich umfangreichen Wortschatz.
Die englische Sprache wird mit dem lateinischen Alphabet ohne weitere Sonderzeichen geschrieben. Eine wesentliche Fixierung der Rechtschreibung erfolgte mit Aufkommen des Buchdrucks im 15./16. Jahrhundert, trotz gleichzeitig fortlaufenden Lautwandels. Die heutige Schreibung des Englischen stellt daher eine stark historische Orthographie dar, die von der Abbildung der tatsächlichen Lautgestalt vielfältig abweicht.
Ausgehend von seinem Entstehungsort England breitete sich das Englische über die gesamten Britischen Inseln aus und verdrängte allmählich die zuvor dort gesprochenen, vor allem keltischen Sprachen, die aber als kleinere Sprechergemeinschaften inmitten des englischen Sprachraums bis heute fortbestehen. In seiner weiteren Geschichte ist das Englische vor allem infolge des historischen Kolonialismus Großbritanniens in Amerika, Australien, Afrika und Asien zu einer Weltsprache geworden, die heute global weiter verbreitet ist und von mehr Menschen gesprochen wird als jede andere Sprache (Liste der meistgesprochenen Sprachen). Englischsprachige Länder und Gebiete (meist ehemalige britische Kolonien und Besitzungen) bzw. ihre Bewohner werden auch anglophon genannt.
Englisch wird in den Schulen vieler Länder als erste Fremdsprache gelehrt und ist offizielle Sprache der meisten internationalen Organisationen, wobei viele davon daneben noch andere offizielle Sprachen nutzen. In Westdeutschland verständigten sich die Länder 1955 im Düsseldorfer Abkommen darauf, an den Schulen Englisch generell als Pflichtfremdsprache einzuführen.

## Die englischsprachige Welt
Im April 2017 sprachen weltweit etwa 340 Millionen Menschen Englisch als Muttersprache. Die Schätzungen zur Zahl der Zweitsprachler schwanken je nach Quelle erheblich, da unterschiedliche Grade des Sprachverständnisses herangezogen werden. Hier finden sich Zahlen von unter 200 Millionen bis zwei Milliarden Menschen. Der Ethnologue 2023 gibt etwa 370 Millionen Muttersprachler und 1,46 Milliarden Sprecher weltweit an.

### Geografische Verbreitung

Länder der Welt, in denen Englisch gesprochen wird als Amtssprache oder als Landes- und Verkehrssprache (dunkelblau): Britische Inseln inkl. Kanalinseln, Vereinigte Staaten, Kanada, Australien, Neuseeland, Jamaika sowie die vom Vereinigten Königreich abhängigen Gebiete Bermuda, Falklandinseln, Gibraltar, St. Helena, Ascension und Tristan da Cunha – Ausnahme: im östlichen Kanada hat die Provinz Québec Französisch als Amts- und Nationalsprache, in Nunavut werden überwiegend Sprachen der Ureinwohner gesprochen.
Länder, in denen Englisch zwar Amts- aber nur Nebensprache ist (hellblau)

Der englische Sprachraum:

### Amtssprache
Englisch ist Amtssprache in folgenden Staaten und Territorien:
| Staat                                      | Mutter- sprachler | Status                                                                |
| ------------------------------------------ | ----------------- | --------------------------------------------------------------------- |
| Afrika                                     |                   |                                                                       |
| Westafrika                                 |                   |                                                                       |
| Gambia                                     |                   |                                                                       |
| Ghana                                      |                   |                                                                       |
| Kamerun                                    |                   |                                                                       |
| Liberia                                    | 69.000            |                                                                       |
| Nigeria                                    |                   |                                                                       |
| St. Helena, Ascension und Tristan da Cunha |                   | brit. Überseegebiet                                                   |
| Sierra Leone                               |                   |                                                                       |
| Ostafrika                                  |                   |                                                                       |
| Kenia                                      |                   |                                                                       |
| Malawi                                     | 16.000            |                                                                       |
| Mauritius                                  | 3.000             |                                                                       |
| Ruanda                                     |                   |                                                                       |
| Seychellen                                 | 1.600             |                                                                       |
| Sudan                                      |                   |                                                                       |
| Südsudan                                   |                   |                                                                       |
| Tansania                                   |                   | (meist pro forma)                                                     |
| Uganda                                     | 4.500.000         |                                                                       |
| Südliches Afrika                           |                   |                                                                       |
| Botswana                                   |                   |                                                                       |
| Eswatini                                   |                   |                                                                       |
| Lesotho                                    |                   |                                                                       |
| Namibia                                    | 11.000            |                                                                       |
| Sambia                                     | 41.000            |                                                                       |
| Simbabwe                                   | 375.000           |                                                                       |
| Südafrika                                  | 3,5 Mio.          |                                                                       |
| Amerika                                    |                   |                                                                       |
| Nordamerika                                |                   |                                                                       |
| Bermuda                                    | 50.000            | brit. Überseegebiet                                                   |
| Kanada                                     | 20 Mio.           |                                                                       |
| Vereinigte Staaten                         | 210 Mio.          | In einigen Bundesstaaten (32) und per Executive Order auf Bundesebene |
| Karibik                                    |                   |                                                                       |
| Anguilla                                   |                   | brit. Überseegebiet                                                   |
| Antigua und Barbuda                        |                   |                                                                       |
| Bahamas                                    |                   |                                                                       |
| Barbados                                   | 13.000            |                                                                       |
| Belize                                     | 170.000           |                                                                       |
| Cayman Islands                             |                   | brit. Überseegebiet                                                   |
| Dominica                                   |                   |                                                                       |
| Grenada                                    |                   |                                                                       |
| Jamaika                                    |                   |                                                                       |
| Amerikanische Jungferninseln               |                   | amer. Außengebiet                                                     |
| Britische Jungferninseln                   |                   | brit. Überseegebiet                                                   |
| Montserrat                                 |                   | brit. Überseegebiet                                                   |
| Puerto Rico                                | 514.000           | amer. Außengebiet                                                     |
| St. Kitts und Nevis                        |                   |                                                                       |
| St. Lucia                                  |                   |                                                                       |
| St. Vincent und die Grenadinen             |                   |                                                                       |
| Sint Maarten                               |                   | nied. autonomes Land                                                  |
| Trinidad und Tobago                        |                   |                                                                       |
| Turks- und Caicosinseln                    |                   | brit. Überseegebiet                                                   |
| Südamerika                                 |                   |                                                                       |
| Guyana                                     |                   |                                                                       |
| Falklandinseln                             |                   | brit. Überseegebiet                                                   |

| Staat                              | Mutter- sprachler | Status                      |
| ---------------------------------- | ----------------- | --------------------------- |
| Asien                              |                   |                             |
| Andamanen und Nikobaren            |                   | ind. Unionsterritorium      |
| Indien                             | 320.000           |                             |
| Hongkong                           |                   | chin. Sonderverwaltungszone |
| Kokosinseln                        |                   | austr. Außengebiet          |
| Philippinen                        | 40.000            | (meist US-Amerikaner)       |
| Pakistan                           |                   |                             |
| Singapur                           | 227.000           |                             |
| Weihnachtsinsel                    |                   | austr. Außengebiet          |
| Europa                             |                   |                             |
| Gibraltar                          |                   | brit. Überseegebiet         |
| Guernsey                           |                   | brit. Kronbesitzung         |
| Irland                             | 4 Mio.            |                             |
| Isle of Man                        |                   | brit. Kronbesitzung         |
| Jersey                             |                   | brit. Kronbesitzung         |
| Malta                              | 2.400             |                             |
| Vereinigtes Königreich             | 60 Mio.           |                             |
| Ozeanien                           |                   |                             |
| Australien                         | 17 Mio.           |                             |
| Chathaminseln                      |                   | neus. (quasi-)Region        |
| Cookinseln                         |                   | neus. assoziiert            |
| Fidschi                            | 15.000            |                             |
| Guam                               |                   | amer. Außengebiet           |
| Kiribati                           | 340               |                             |
| Marshallinseln                     |                   |                             |
| Föderierte Staaten von Mikronesien | 3.500             |                             |
| Nauru                              | 560               |                             |
| Neuseeland                         | 3 Mio.            |                             |
| Niue                               |                   | neus. assoziiert            |
| Norfolkinsel                       |                   | austr. Außengebiet          |
| Nördliche Marianen                 |                   | amer. Außengebiet           |
| Palau                              | 20.000            |                             |
| Papua-Neuguinea                    | 50.000            |                             |
| Pitcairninseln                     |                   | brit. Überseegebiet         |
| Salomonen                          |                   |                             |
| Samoa                              |                   |                             |
| Amerikanisch-Samoa                 |                   | amer. Außengebiet           |
| Tokelau                            |                   | neus. Besitzung             |
| Tonga                              |                   |                             |
| Tuvalu                             |                   |                             |
| Vanuatu                            | 1.900             |                             |

Englisch ist zudem eine Amtssprache supranationaler Organisationen wie der Afrikanischen Union, der Organisation Amerikanischer Staaten, der UNASUR, der CARICOM, der SAARC, der ECO, der ASEAN, des Pazifischen Inselforums, der Europäischen Union, des Commonwealth of Nations und eine der sechs Amtssprachen der Vereinten Nationen.
Auch die Einführung von Englisch als Verwaltungs- und anschließend als Amtssprache in den Teilstaaten der Europäischen Union wird besprochen. Einer repräsentativen YouGov-Umfrage von 2013 zufolge würden es 59 Prozent der Deutschen begrüßen, wenn die englische Sprache in der gesamten Europäischen Union den Stand einer Amtssprache erlangen würde (zusätzlich zu den bisherigen Sprachen), in anderen Ländern Europas liegen die Zustimmungsraten teilweise bei über 60 Prozent.

### Englisch als weltweite Verkehrssprache
Die englische Sprache dient zudem in folgenden Ländern und Regionen in unterschiedlichem Ausmaß als Verkehrs-, Handels-, Geschäfts- oder Bildungssprache:
| - Ägypten - Äthiopien - Bahrain - Bangladesch - BES-Inseln und Curaçao (zu Niederlande) - Bhutan - Brunei - Eritrea - Europäische Union - Israel - Jordanien - Katar - Kuwait - Laos | - Libanon - Malaysia - Malediven - Myanmar - Oman - Osttimor - Panama - Philippinen - San Andrés und Providencia (zu Kolumbien) - Saudi-Arabien - Somaliland1 - Sri Lanka - Suriname - Vereinigte Arabische Emirate - Republik Zypern (siehe auch Akrotiri und Dekelia) |

1 Ist de facto ein eigener Staat, wird aber offiziell zu Somalia gezählt.

Zusätzlich ist das Englische durch die Militärbasen der Vereinigten Staaten in vielen Weltgegenden präsent.

### Sprachwissenschaftliche Einordnung
Das Englische gehört zu den indogermanischen Sprachen, die ursprünglich sehr stark flektierende Merkmale aufwiesen. Alle indogermanischen Sprachen weisen diese Charakteristik bis heute mehr oder weniger auf. Allerdings besteht in allen diesen Sprachen eine mehr oder weniger starke Neigung von flektierenden zu isolierenden Formen. Im Englischen war diese Tendenz bislang besonders stark ausgeprägt. Heute trägt die englische Sprache überwiegend isolierende Züge und ähnelt strukturell teilweise eher isolierenden Sprachen wie dem Chinesischen als den genetisch eng verwandten Sprachen wie dem Deutschen.
Zudem hat sich die englische Sprache heute durch die globale Verbreitung in viele Varianten aufgeteilt. Viele europäische Sprachen bilden auch völlig neue Begriffe auf Basis der englischen Sprache (Anglizismen, Scheinanglizismen). Auch in einigen Fachsprachen werden die Termini von Anglizismen geprägt, vor allem in stark globalisierten Bereichen wie z. B. Informatik oder Wirtschaft.
Der Sprachcode ist en oder eng (nach ISO 639-1 bzw. 2). Der Code für Altenglisch bzw. Angelsächsisch (etwa die Jahre 450 bis 1100 n. Chr.) ist ang, jener für Mittelenglisch (etwa 1100 bis 1500) enm.

## Geschichte

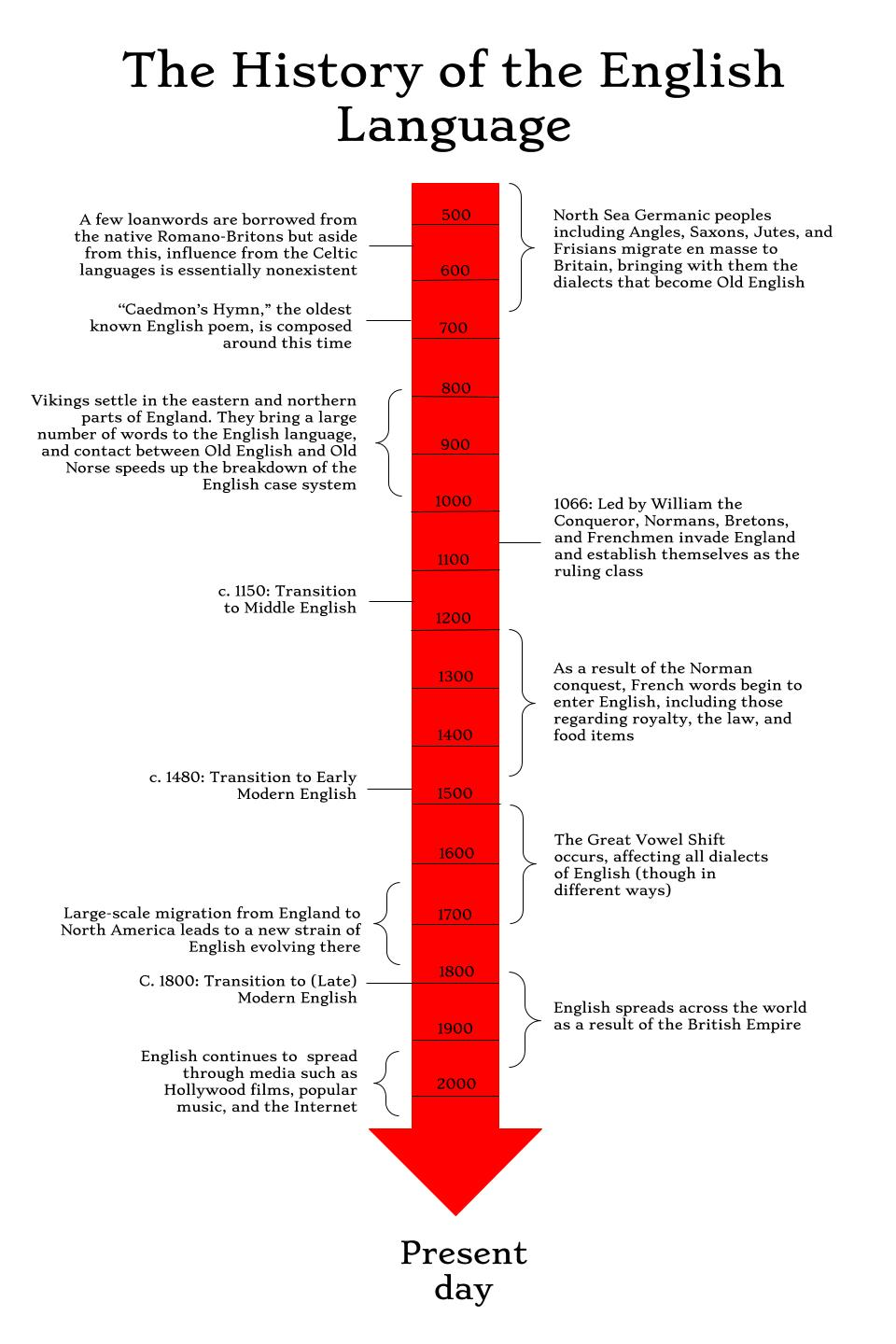
Stationen in der Geschichte des Englischen

Die Sprachstufen des Englischen lassen sich wie folgt bestimmen:
- Altenglisch oder Angelsächsisch (Old English) von: 450–1150
- Mittelenglisch (Middle English) von: 1150–1500
- Frühneuenglisch (Early Modern English) von: 1500–1750
- Neuenglisch (Modern English) von: 1750–heute

Detaillierter und stellenweise abweichend lassen sie sich so bestimmen:
- Altenglisch (700–1200)
  - Frühaltenglisch (700–900)
  - Spätaltenglisch (900–1100)
  - Übergang Altenglisch (1100–1200)
- Mittelenglisch (1200–1500)
  - Frühmittelenglisch (1200–1300)
  - Spätmittelenglisch (1300–1400)
  - Übergang Mittelenglisch (1400–1500)
- Neuenglisch (1500–heute)
  - Frühneuenglisch (1500–1650)
  - Spätneuenglisch (1650–heute)

## Varietäten der englischen Sprache
Durch die weltweite Verbreitung der englischen Sprache hat diese zahlreiche Varietäten entwickelt oder sich mit anderen Sprachen vermischt.
Folgende Sprachvarietäten werden unterschieden:
| - Afroamerikanisches Englisch - Amerikanisches Englisch - Aukaans1, Saramaccaans1 und Sranantongo1 (Suriname-Englisch) - Australisches Englisch - Bislama1 (Vanuatu-Englisch) - Britisches Englisch - California English - Falkländisches Englisch - Hawaiisches Englisch1 - Hiberno-Englisch (in Irland) - Hongkong-Englisch - Indisches Englisch - Jamaika-Kreol1 (Jamaikanisches Englisch) - Kamtok1 (Kamerunisches Englisch) - Kanadisches Englisch - Karibisches Englisch1 (Kreolisches Englisch) (siehe daneben auch Jamaikanisch-kreolische Sprache) - Krio1 (Sierra Leone-Englisch) | - Kriol1 und Torres Creole1 (nördliches australisches Englisch) - Liberian English1 (Liberianisches Englisch) - Manglish (Malaysisches Englisch) - Midatlantic English - Neuseeländisches Englisch - Ngatik Men’s Creole1 (Mikronesisches Englisch) - Nigerianisches Pidgin1 (Nigeria-Englisch) - Philippinisches Englisch - Pijin1 (Salomonen-Englisch) - Pitcairn-Englisch1 - Schottisches Englisch - Scots (nicht zu verwechseln mit Schottischem Englisch) - Singlish (Singapurisches Englisch) - Südafrikanisches Englisch (siehe daneben auch Afrikaans) - Tinglish (Thai-Englisch) - Tok Pisin1 (Papua-Neuguinea-Englisch) - Walisisches Englisch |

Für den raschen Erwerb des Englischen wurden immer wieder vereinfachte Formen konstruiert, so Basic English bzw. Simple English oder Einfaches Englisch (vorgestellt 1930, 850 Wörter), Globish (vorgestellt 1998, 1500 Wörter) und Basic Global English (vorgestellt 2006, 750 Wörter). Daneben hat sich eine Reihe von Pidgin- und Kreolsprachen1 auf englischem Substrat (vor allem in der Karibik, Afrika und Ozeanien) entwickelt.

## Anglizismen
In andere Sprachen eindringende Anglizismen werden manchmal mit abwertenden Namen wie „Denglisch“ (Deutsch und Englisch) oder „Franglais“ (Französisch und Englisch) belegt. Dabei handelt es sich nicht um Varianten des Englischen, sondern um Erscheinungen in der jeweils betroffenen Sprache. Der scherzhafte Begriff „Engrish“ wiederum bezeichnet keine spezifische Variante der englischen Sprache, sondern bezieht sich allgemein auf das in Ostasien und Teilen von Südostasien anzutreffende Charakteristikum, die Phoneme „l“ und „r“ nicht zu unterscheiden.
Die Entwicklung des Englischen zur lingua franca im 20. Jahrhundert beeinflusst die meisten Sprachen der Welt. Mitunter werden Wörter ersetzt oder bei Neuerscheinungen ohne eigene Übersetzung übernommen. Diese Entwicklung wird von manchen skeptisch betrachtet, insbesondere dann, wenn es genügend Synonyme in der Landessprache gibt. Kritiker merken auch an, es handle sich des Öfteren (beispielsweise bei Handy im Deutschen) um Scheinanglizismen.
Mitunter wird auch eine unzureichende Kenntnis der englischen Sprache für die Vermischung und den Ersatz bestehender Wörter durch Scheinanglizismen verantwortlich gemacht. So sprechen einer Studie der GfK zufolge nur 2,1 Prozent der deutschen Arbeitnehmer verhandlungssicher Englisch. In der Gruppe der unter 30-Jährigen bewerten jedoch über 54 Prozent ihre Englischkenntnisse als gut bis exzellent. Zu besseren Sprachkenntnissen könne demzufolge effizienterer Englischunterricht beitragen, und statt der Ton-Synchronisation von Filmen und Serien solle eine Untertitelung der englischsprachigen Originale mit Text in der Landessprache erfolgen. Dies würde zugleich zu einer besseren Abgrenzung zwischen den Sprachen und einer Wahrung lokaler Sprachqualität beitragen.
Im Dezember 2014 forderte der Europapolitiker Alexander Graf Lambsdorff, neben Deutsch die englische Sprache als Verwaltungs- und später als Amtssprache in Deutschland zuzulassen, um die Bedingungen für qualifizierte Zuwanderer zu verbessern, den Fachkräftemangel abzuwenden und Investitionen zu erleichtern.

## Ähnliche und verwandte Wörter im Hochdeutschen

Herkunft englischer Wörter

Eine große Klasse von Unterschieden zwischen der deutschen und der englischen Sprache sind auf die zweite Lautverschiebung zurückzuführen. Dabei liegt die Neuerung auf Seiten der deutschen Sprache; die englische Sprache bewahrt hier den altertümlichen germanischen Zustand. Beispiele sind:
- engl. t zu hochdeutsch s in water bzw. Wasser (nach Vokal)
- engl. t zu hochdeutsch z in two bzw. zwei (im Anlaut)
- engl. p zu hochdeutsch f in ripe bzw. reif (nach Vokal)
- engl. p zu hochdeutsch pf in plum bzw. Pflaume (im Anlaut)
- engl. k zu hochdeutsch ch in break bzw. brechen (nach Vokal)
- engl. d zu hochdeutsch t in bed bzw. Bett
- engl. th zu hochdeutsch d in three bzw. drei

Es gibt jedoch auch Unterschiede, bei denen die deutsche Sprache konservativer ist:
- Geschwundenes englisches n, zu beobachten in Englisch us, goose oder five im Vergleich zu hochdeutsch uns, Gans bzw. fünf
- englisch f oder v anstelle von germanischem und deutschem b, zu beobachten in Englisch thief oder have im Vergleich zu hochdeutsch Dieb bzw. haben
- geschwundenes germanisches (und alt- und mittelenglisches) [x] (deutscher Ach-Laut) (mit dem Allophon [ç], deutscher Ich-Laut), teilweise zu [f] gewandelt, im Schriftbild noch an stummem (oder als f ausgesprochenem) gh zu erkennen, zu beobachten in Englisch night, right oder laugh im Vergleich zu hochdeutsch Nacht, Recht/richtig bzw. lachen

### Allgemeines
- Hans-Dieter Gelfert: Englisch mit Aha. Beck, München 2008, ISBN 978-3-406-57148-0 (gemeinsame Wurzeln des Deutschen und Englischen sowie des Französischen und Englischen; Geschichtliches, Etymologisches).